# Partido Naturista Brasileño
El Partido Naturista Brasileño (en portugués: Partido Naturalista Brasileiro, PNB) fue un partido político anunciado por Luz del Fuego el 12 de octubre de 1949. El partido fue la primera agrupación política que defendía abiertamente el naturismo y logró reunir suficientes firmas para existir, pero el avión que transportaba los documentos se estrelló en 1950.

## Historia
El Partido Naturista Brasileño fue anunciado por Luz del Fuego el 12 de octubre de 1949, como oposición al Estado Novo, bajo la presidencia de Getúlio Vargas. Los periódicos escribieron sobre su aparición en los artículos que describían el lanzamiento del partido. El proceso fundacional comenzó luego de que Luz del Fuego bailara semidesnuda de manera gratuita en las escalinatas del Teatro Municipal. Ella creó el partido con la intención de postularse a diputada federal, pero nunca despegó debido al sabotaje de los conservadores, incluido su hermano Attilio Vivacqua. Luz del Fuego habría conseguido las 50 mil firmas necesarias y en 1950 las habría entregado al senador Joaquim Pedro Salgado Filho, quien se las llevaría a Getúlio Vargas. Sin embargo, el avión se estrelló el 30 de julio, matando a Salgado Filho y destruyendo los documentos. El partido tenía vínculos con organizaciones naturistas internacionales, principalmente de Europa.

## Propuestas
El partido apoyó la defensa de la mujer, el divorcio, el naturismo y la mejora de la salud de las personas a través de la vida al aire libre, la gimnasia y el ejercicio físico. Sus agendas secundarias eran la regulación del juego, medidas efectivas para proteger a los animales y la abolición de las restricciones a la práctica del espiritismo e incluso de la macumba. El partido se oponía al existencialismo. Sus ideales se basaban en el libro de Luz del Fuego A Verdade Nua («La verdad desnuda»), publicado en 1948. Su lema era Menos roupa e mais pão. Nosso lema é ação («Menos ropa y más pan. Nuestro lema es acción»).